# تیمئا بابوش
تیمئا بابوش (مجاری: Babos Tímea؛ زادهٔ ۱۰ مهٔ ۱۹۹۳) یک تنیس‌باز اهل مجارستان است. 